# Radioodległościomierz
Radioodległościomierz – rodzaj pokładowego urządzenia radarowego danego statku powietrznego, które współpracuje z określonym transponderem naziemnym. Określona suma czasów przebiegu sygnału z radiodalmierza do transpondera oraz z powrotem do samolotu określa odległość od transpondera.